# Telenomus macroceps
Telenomus macroceps is een vliesvleugelig insect uit de familie van de Scelionidae. De wetenschappelijke naam van de soort is voor het eerst geldig gepubliceerd in 1957 door Szabó.